# Akrobatyka

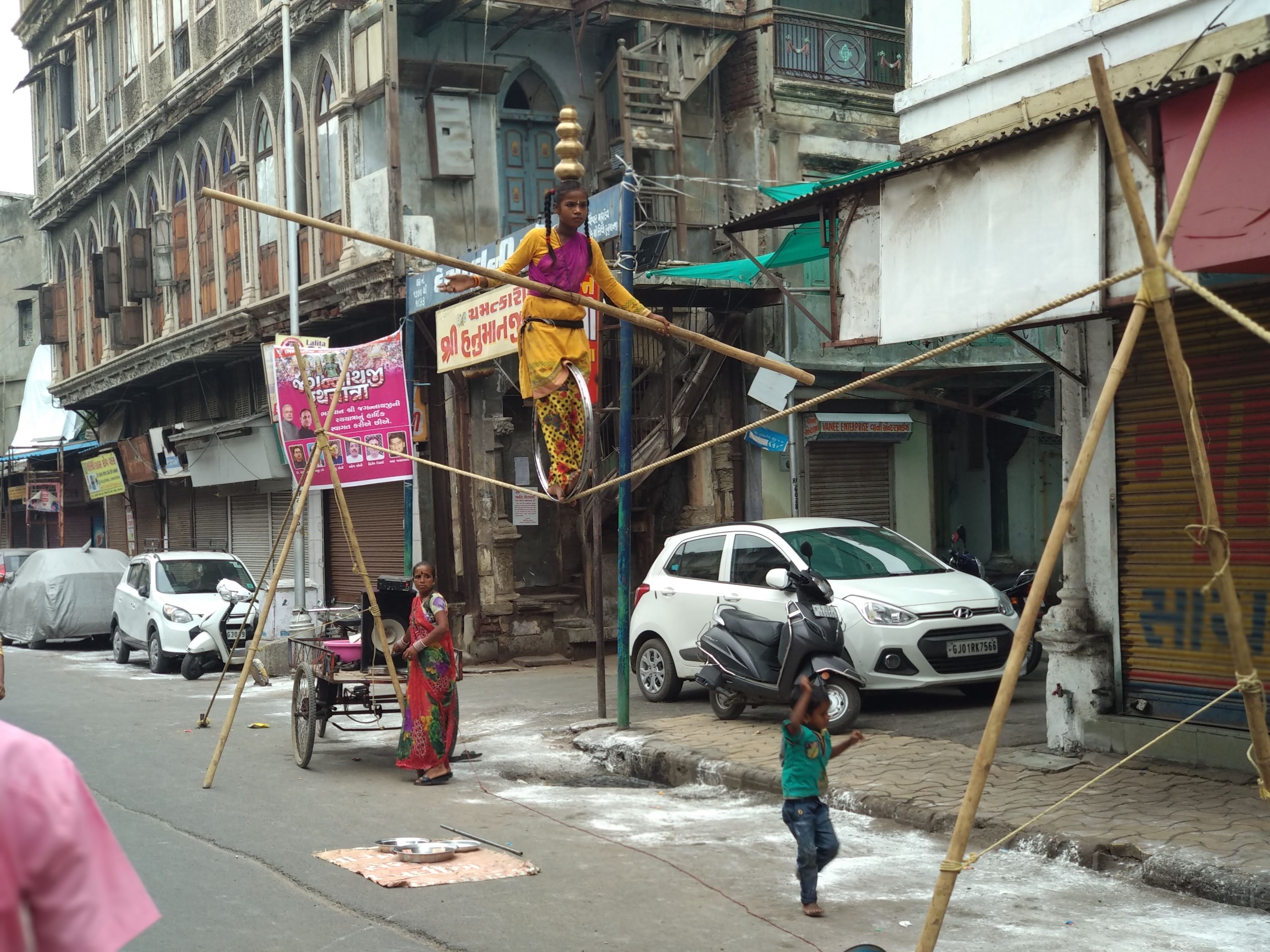
Dziewczyna wykonująca akrobację na linie w celu zarobienia pieniądzy dla swojej rodziny, Ahmedabad, Gujarat, Indie

Akrobatyka (gr. akrobateo – „stąpać po krawędzi, wspinać się”, akra – „najdalszy”, bateo lub pateo – „pokrywać”) – ewolucje cielesne o dużym stopniu trudności, które wykraczają poza przeciętne ludzkie umiejętności. Akrobatyka nie stanowi sportu, a określa rodzinę sportów.
Akrobatykę dzieli się ze względu na:
- działania zmierzające do podnoszenia sprawności fizycznej, kontrolowania ruchów ciała i opanowania psychicznego w sytuacjach ekstremalnych np.: narciarska, konna, rowerowa, sportowa.
- współzawodnictwo gdzie wyczyny cielesne ustąpiły miejsca popisom na urządzeniach technicznych, np.: akrobacja powietrzna na desce, akrobatyka na słupie, rowerowa.

Jej odmiany występują w wielu kulturach świata, można tu wymienić m.in. akrobatykę lian, na słupie, baixi, c’hoari chouk-lamm-penn, gle gbee, lave grise, mallakhamb, poteteke, tumi, voladeros, zashua.

## Historia

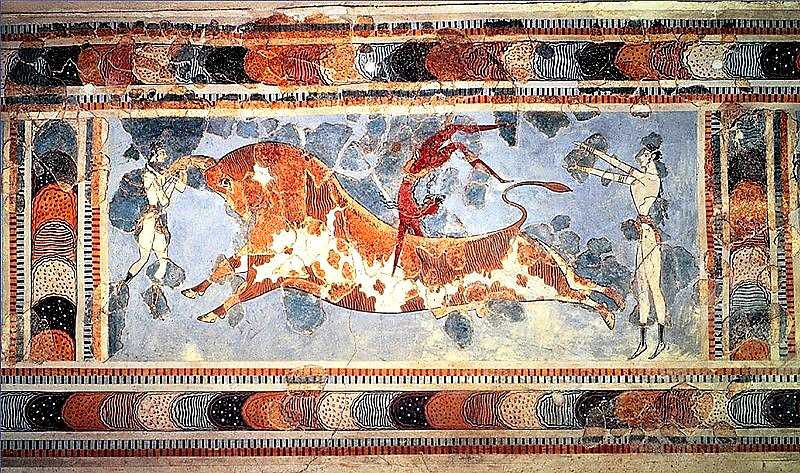
Tauromachia, czyli akrobatyka na grzbietach byków

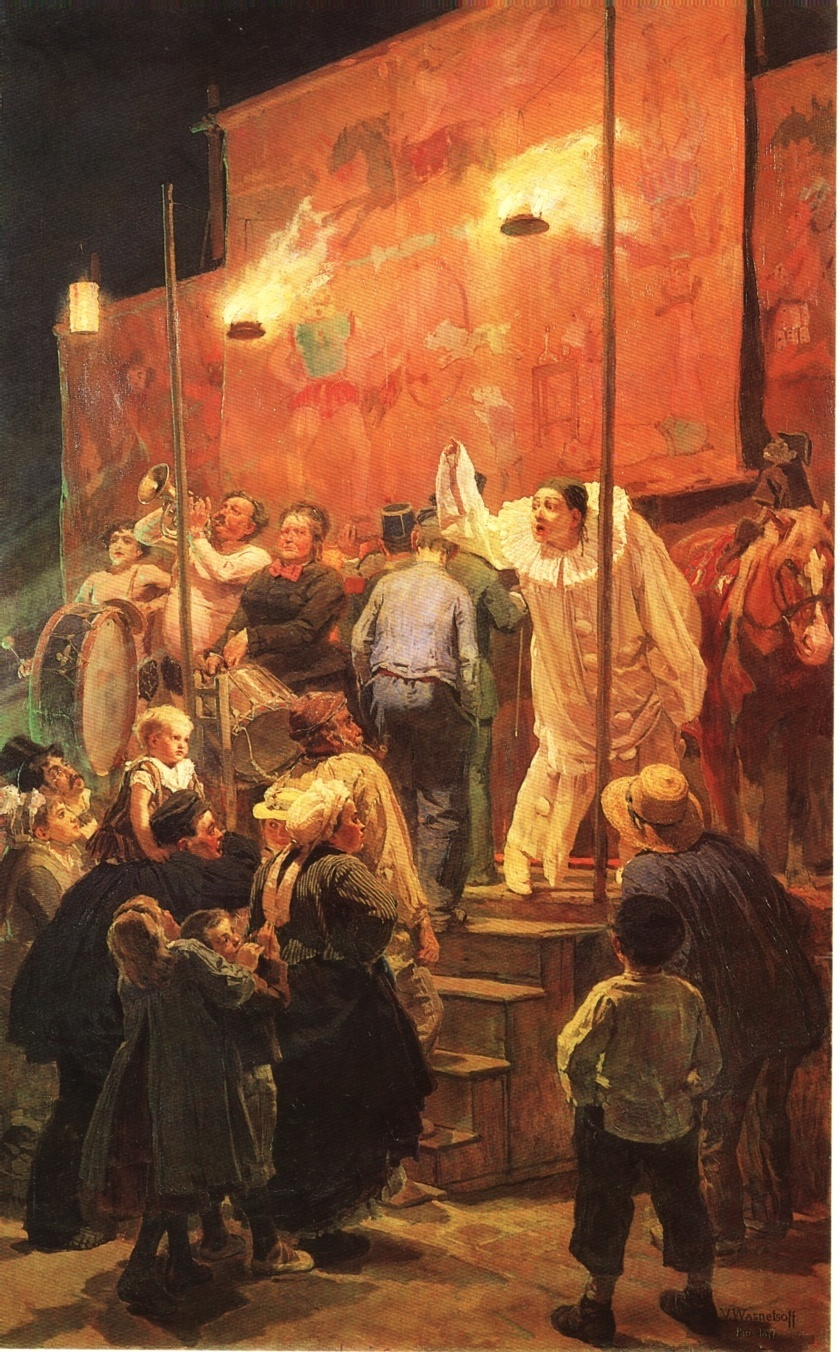
Akrobaci na przedmieściach Paryża, autor obrazu: Wiktor Wasniecow (1877)

Znana była już w starożytnym Egipcie, gdzie stanowiła jedną z części obrządku pogrzebowego. Na Krecie w II wieku p.n.e. uprawiano tauromachia, czyli akrobatykę na grzbietach byków. Akrobatyka występowała także z rytualnym tańcem, co miało na celu wywołanie podniecenia i wprowadzenie w trans. W Grecji była nazywana thaumata, czyli cudowność (lub thaumato-poija – pogoń za cudownością). Platon uważał, że sprzyja ona doskonaleniu osobowości. Natomiast Klaudiusz Galen (129–199 p.n.e.) sądził, że pewne jej elementy mają działanie profilaktyczne w utrzymaniu zdrowia i lecznicze np. w odzyskiwaniu zmysłu równowagi.
W średniowieczu akrobatyka była także elementem uroczystości pogrzebowych. Akrobata wykonujący ćwiczenia zagrażające życiu był symbolem zwycięstwa życia nad śmiercią. Nie była ona popierana przez Kościół. Następnie w związku ze zmianą charakteru akrobatyki z metafizycznego na widowiskowy i wiążący się z pracą zarobkową, była ona traktowana jako popisy dla zubożałej ludności. Pod koniec średniowiecza, krajem gdzie akrobatyka przeżywała swój rozwój były Włochy. Znany z popisów był tam A. Tuccaro (ok. 1535–1610), który rozpoczynał swoją karierę na dworze austriackiego cesarza Maksymiliana II, a następnie od 1570 r. został akrobatą królewskim (saltarin du roi) Karola IX. W 1599 r. została opublikowana jego książka pt. „Trzy dialogi o skakaniu i napowietrznej woltyżerce” (Trois dialogues de sauter et voltiger en l’air). Dzieło to przyczyniło się do rozwoju gimnastyki, gdyż teoretycy przejęli opisane przez niego m.in. skoki przez imitację konia oraz ćwiczenia na kółkach i drążku. Wykorzystał je m.in. Włoch G. Borasatti w 1753 r. w dziele „Gimnastyk w ćwiczeniach praktycznych a teoria” (Ginnasta in Pratica, ed in teoria) i w 1793 r. Niemiec J.F. Guts Muths w książce „Gimnastyka dla młodzieży” (Gymnastik fur die Jugend). W związku z rozwojem gimnastyki zmniejszyła się rola akrobatyki jako sztuki doskonalenia sprawności fizycznej.
W II połowie XVIII wieku akrobatyka została przyswojona przez szybko rozwijającą się sztukę cyrkową stając się dyscypliną o charakterze widowiskowym. W 1859 r. podczas popisów pojawił się trapez. Ze względu, iż traktowana była jako rozrywka dla pospólstwa, akrobaci chcąc podnieść jej rangę, zwiększali poziom trudności ćwiczeń, co miało przyczynić się do zwrócenia na nich uwagi. Francuz Charles Blondin (J.F. Gravelet, 1824–1897) przechodził po linie nad wodospadem Niagara.
W XX wieku rozwinęła się akrobatyka sportowa (m.in. dzięki wprowadzeniu jej do sportów takich jak np. jazda figurowa i tańce na lodzie). Na jej rozwój miał również wpływ renesans sztuki cyrkowej, gdzie pojawiły się elementy akrobatyki chińskiej mającej mniej siłowy charakter.

## Rodzaje akrobatyk

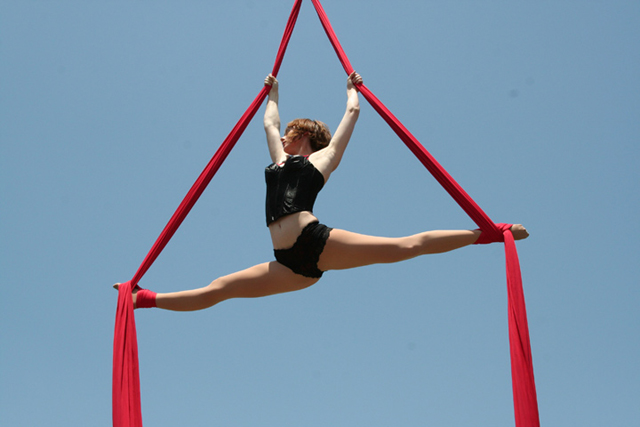
Akrobatyka cyrkowa

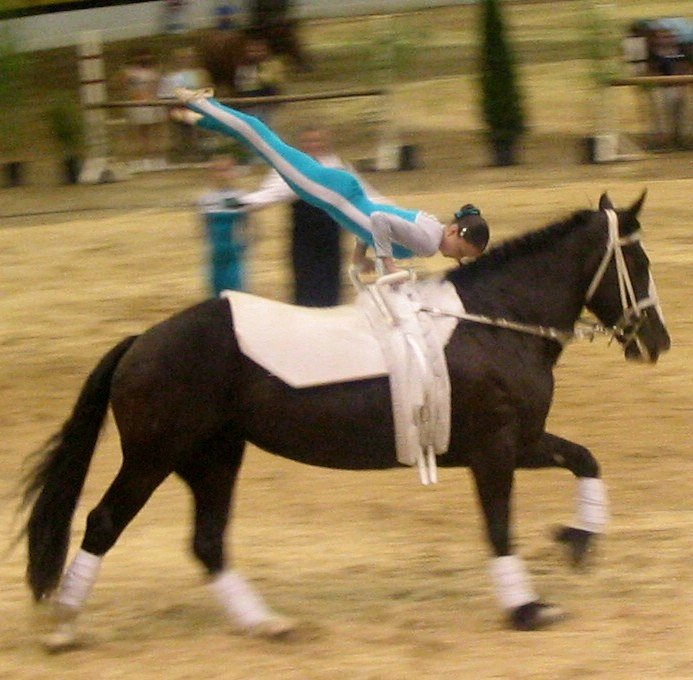
Akrobatyka konna

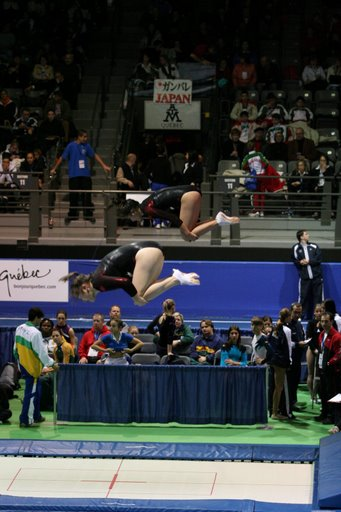
Akrobatyka sportowa – synchroniczne skoki na trampolinie

Wśród licznej grupy akrobatyk można wymienić takie jej rodzaje jak m.in.:
Akrobatyka cyrkowa – stanowi dyscyplinę sztuki cyrkowej i polega na prezentowaniu trudnych ćwiczeń gimnastycznych. Akrobaci przy tym wykazują się opanowaniem ciała – siłą, równowagą i gibkością. Wykonują oni m.in. ćwiczenia na trampolinach, linach, ruchomych trapezach i na podwieszonych u sklepienia kołach. Akrobaci cyrkowi wykonują także przeskoki między przyrządami, salta, „pętlę śmierci” (do której wykorzystywane są pojazdy mechaniczne np. rowery lub motocykle), a także chodzą i jeżdżą po linie.
Ze względu, iż akrobatyka cyrkowa jest przearanżowana i nie występuje w niej współzawodnictwo, to nie jest ona dyscypliną sportową. Jednak na przełomie wieków odegrała ona dużą role w kształtowaniu się akrobatyki sportowej.
Akrobatyka konna – wykonuje się ją podczas jazdy konnej. Dotyczy ona takich akrobacji jak m.in.: zeskoki, wskoki na konia, jazda stojąc (przodem, tyłem, pojedynczo, w piramidach składających się z kilku osób), przewijanie się pod brzuchem lub pod szyja konia.
Dawniej jej zadaniem było doskonalenie sprawności jeździeckich, które miały później być wykorzystywane do celów wojskowych. Niezależnie od niej rozwinęła się akrobatyka konna o charakterze widowiskowym, której największy rozwój miał miejsce w cyrkach w XVIII i XIX wieku. Popisy podczas jazdy konnej wprowadził do cyrku P. Astley (1742–1814). Utworzył on w 1768 r. w Londynie szkołę jeździecką, w której uczyli się przyszli akrobaci konni.
Akrobatyka lian – pochodząca z Chin sztuka akrobacji wykonywana na skraju konwi lian, która służyła do przechowywania alkoholu wykorzystywanego podczas uroczystości z dużą liczba gości. Akrobacja polegała na tym, że wykonujące ją osoby stawały na rękach na skraju lian i poruszając się po krawędzi wykonywały różne figury.
Z historycznych rzeźb wynika, że akrobację wykonywały zazwyczaj dwie osoby. Jednak rzeźba znaleziona w Qilibe (niedaleko Luoyang) przedstawia trzech akrobatów.
Akrobatyka na słupie – pochodząca z Chin sztuka akrobacji prezentowana na słupie mającym na szczycie mały podest. Była wykonywana podczas igrzysk i festiwali baixi.
Akrobatyka narciarska
Akrobacje powietrzne na desce
Akrobatyka rowerowa
Akrobatyka sportowa
Akrobatyka spadochronowa